# Mały Lipnik (potok)
Mały Lipnik (słow. Malý Lipnik) – potok, lewy dopływ Popradu na Słowacji. Ma źródła na wysokości ok. 760 m n.p.m. na południowych stokach Medvedelicy. Cała jego zlewnia znajduje się w obrębie Gór Lubowelskich (Ľubovnianska vrchovina), które w najnowszej polskiej regionalizacji należą do Pogórza Poradzkiego. Mały Lipnik spływa początkowo w południowo-zachodnim, a później południowym kierunku przez obszar zbudowany ze skał wapiennych. Potok wyciął w nim głęboki wąwóz, najbardziej atrakcyjna jego część to Jarzębiński Przełom (Jarabinský prielom). Nazwa pochodzi od miejscowości Jarzębina (Jarabina), przez którą przepływa potok. W sąsiednim mieście Lubowla na wysokości około 530 m n.p.m. Mały Lipnik uchodzi do Popradu.
Niemal na całej swojej długości Mały Lipnik biegnie równolegle do płynącego po zachodniej stronie potoku Wielki Lipnik. Obydwa te potoki oddzielone są od siebie długim, wąskim, stosunkowo niskim i bezleśnym wałem. W stokach Małego Lipnika znajduje się wiele zbudowanych z wapienia skał i wychodni, najwybitniejsza z nich to Čertova skala. Wzdłuż koryta potoku (miejscami także jego nurtem) poprowadzono znakowany szlak turystyczny.

## Szlak turystyczny
Jarabina – Jarzębiński Przełom – Čertova skala – Čierťaž – Vabec. Czas przejścia: 2 h.